# De Hoeksteen (Uithoorn)

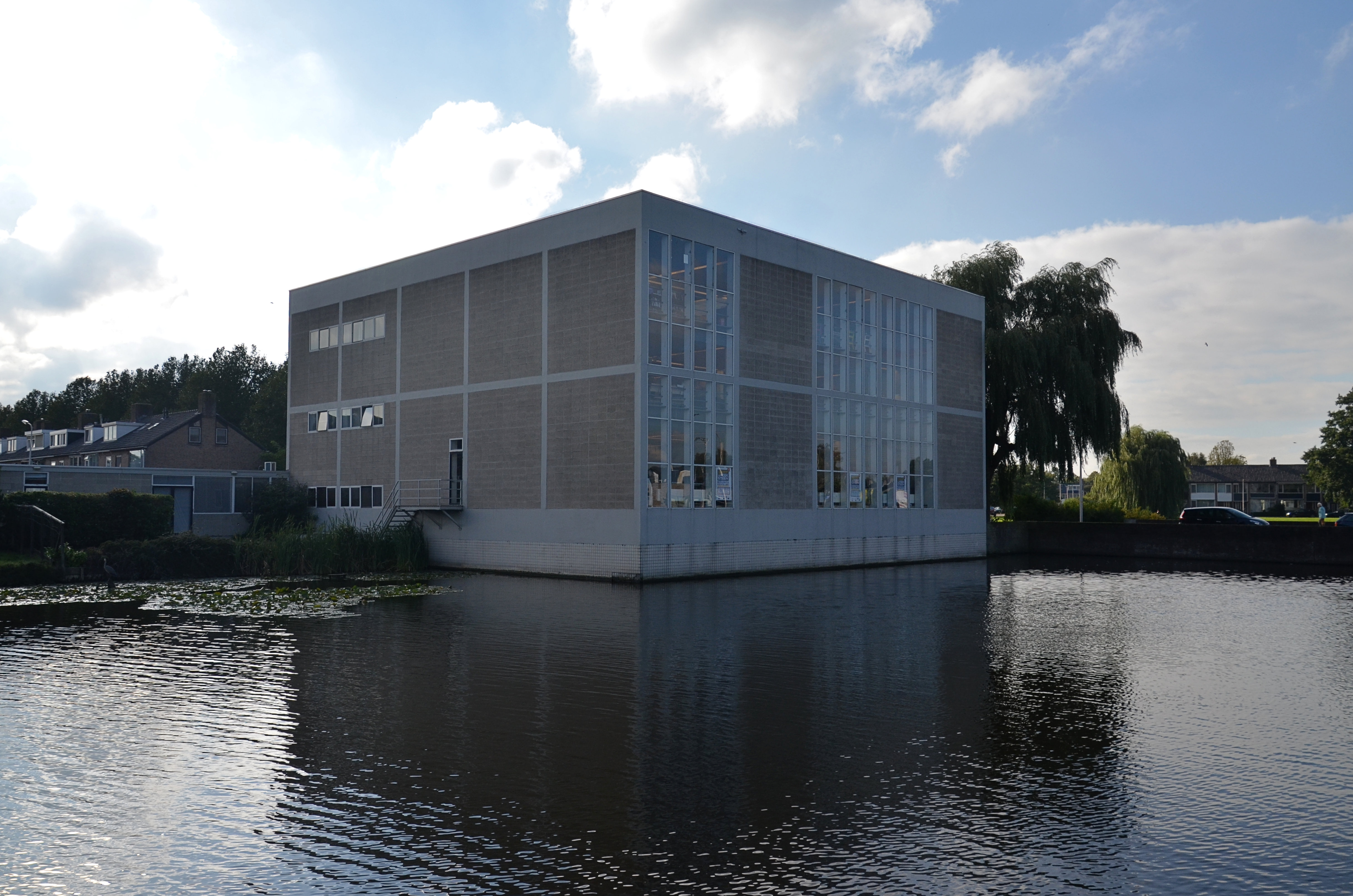
De achtergevel in 2015

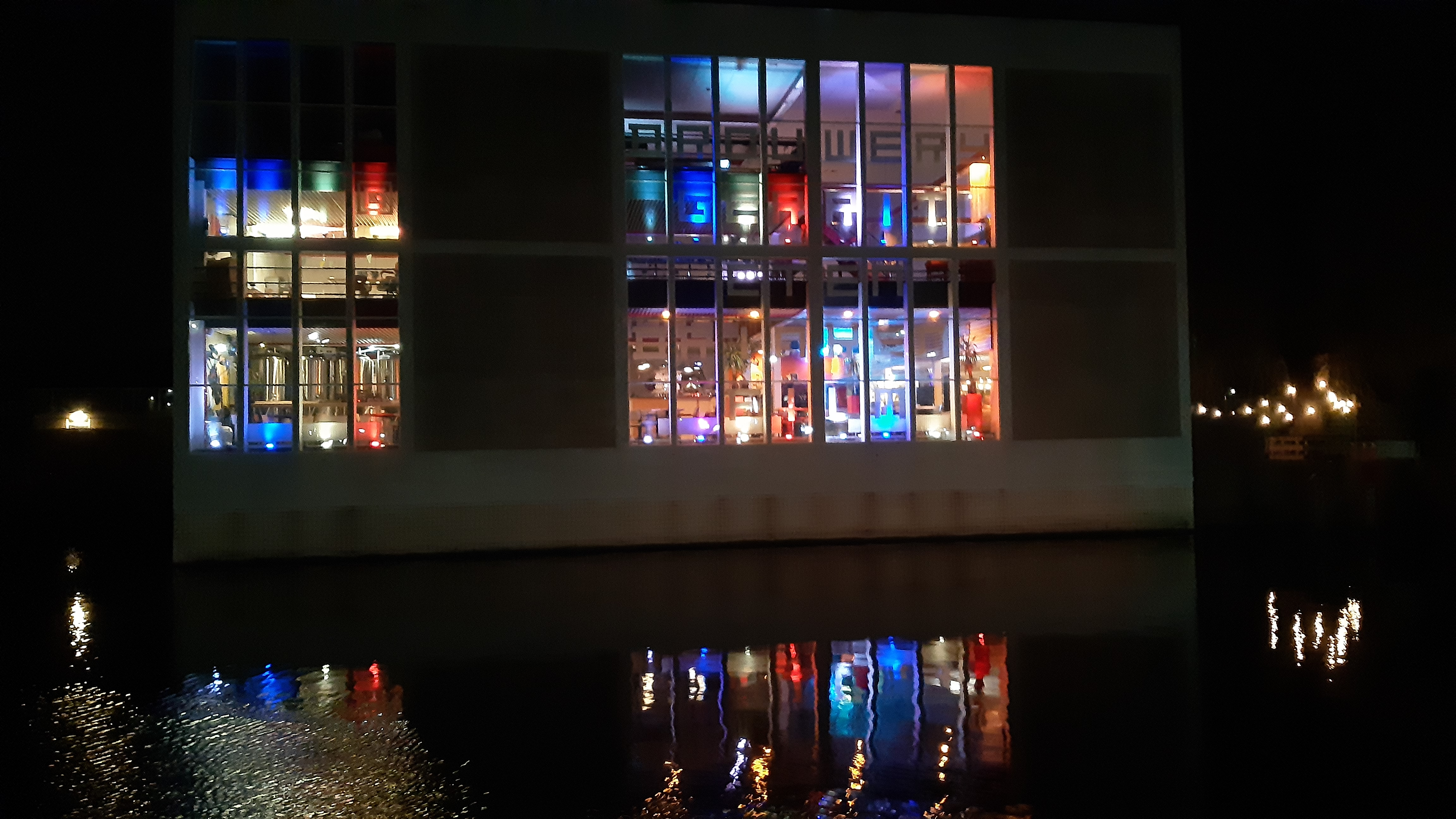
Het restaurant bij avond in februari 2023

De Hoeksteen is een gebouw in de Noord-Hollandse gemeente Uithoorn. Het is gelegen op de kruising van Alfons Ariënslaan en Hugo de Grootlaan. Het staat met de achtergevel direct aan het water.
Het gebouw is neergezet in opdracht van de Hervormde Gemeente te Uithoorn, die een kerkelijk centrum voor ogen had in de (toen) nieuwe woonwijk Zijdelwaard. Het aantal toekomstige inwoners werd toen ingeschat op 10.000. Het gebouw kreeg een budget mee van 1 miljoen gulden (bouwkosten werden uiteindelijk 1,1 miljoen) en de naam De Hoeksteen, terug te voeren op de ligging en het Nieuwe Testament. Voor de genoemde prijs werden tevens opgeleverd een (apart gelegen) pastorie en kosterswoning. De geloofsgemeente schakelde, na overleg met de Hervormde bouw- en restauratiecommissie in Den Haag, architect Gerrit Rietveld in, maar deze had geen enkele ervaring met het ontwerpen van kerken dan wel geloofscentra. De geloofsgemeente zag in Rietvelds werk een gelijkenis tussen de eenvoud in architectuur en de eenvoud van evangelie. Die commissie vond een dergelijke culturele inspanning van dermate groot belang, dat zij de kosten voor haar rekening zou nemen, mocht het ontwerp uiteindelijk niet geaccepteerd worden. Er vond regelmatig overleg plaats, ook met de stedenbouwkundige van Uithoorn destijds, Wieger Bruin, zelf ook architect.
Het opvallende gebouw staat aan het water en meet 25 meter in lengte en breedte en een hoogte van 12,5 meter. Het Parool omschreef het destijds als een halve kubus. Door de spiegeling in het water, zou bij bepaald zicht een gehele kubus zichtbaar zijn. De kerk kon plaats bieden aan 400 gelovigen. Daarnaast waren er ruimte gecreëerd voor zalen, foyer en een film-, toneel- en concertzaal in amfitheatervorm met 160 plaatsen. Bovendien werd ruimte geschapen voor kinderopvang en eventuele niet-religieuze doeleinden. Men schatte in dat het centrum eind 1964 opgeleverd kon worden. Dat bleek niet haalbaar, want de architect overleed halverwege de (geplande) bouwperiode (juni 1964). Er moest een soort indirect overleg plaatsvinden met de architect via Rietvelds medewerkers Joan van Dillen en Johan van Tricht.
Het gebouw kreeg een buitenzijde bestaande uit lichtgekleurde B2-blokken die in een betonnen raamwerk werden geplaatst, dat van buitenaf ook zichtbaar is. De verhoudingen van de kerkruimte verhouden zich tot de afmetingen van die B2-blokken. Ander opvallende kenmerk zijn de raampartijen van maaiveld tot dak. De ingang is geplaatst onder een eveneens zeer eenvoudige luifel, waarbij Rietvelds stijl direct herkenbaar is. Hij gaf de ruimte zelf een naam: Leugenaarsbankje, voor al diegenen die hier kwamen zitten en kletsen. Rietveld ontwierp ook de kerkbanken en het kruis in de kerkzaal. Op Rietvelds advies werd de aardewerkfabriek van Herman Zaalberg ingeschakeld voor de fabricage van het avondmaalservies (zilver vond men te duur en op den duur lelijk, Zweeds staal eveneens te duur). Rietveld zou nog slechts één kerk ontwerpen, maar dan gedeeltelijk, hij kwam voortijdig te overlijden. Dat gebouw staat aan de Van der Boechorststraat 26 te Amsterdam-Buitenveldert.
Lang heeft het kerkgedeelte niet gefunctioneerd. In december 1983 kwam het bericht dat kerk gesloten werd; er werden advertenties geplaatst ter verkoop van de kerkbanken, waarbij de naam Rietveld nadrukkelijk als ontwerper werd vermeld. Kerkbanken, Avonsmaalsviering en kansel kwamen daarbij in handen van het Kröller-Müller Museum, die ze enige tijd heeft uitgeleend aan bejaardencentrum "De Buitenhof" in Amsterdam. De reden voor sluiting lag in de beperkte groei van Uithoorn zelf. Die was bij de bouw van de kerk ingeschat werd op 40.000 in 1980 met groei tot 80.000 in 1990. De groei stagneerde tot 25.000 in 1984. De exploitatielasten waren voor de geloofsgemeente te hoog. Ze verkocht het aan de gemeente die er de bibliotheek als onderdeel van een cultureel centrum in vestigde. Daarbij ging een deel van Rietvelds opzet van de kerkzaal verloren. In 2015 wilde de gemeente de bibliotheek verplaatsen en zou het voor een groot deel leeg komen te staan. Men overwoog het gebouw in te richten als museum, maar stuitte op de onbekendheid van Uithoorn zelf, een museum aldaar zou te weinig bezoekers trekken om het rendabel te houden. Een horecabestemming onder de titel van Kubus van Rietveld werd overwogen. Begin 2018 was de gemeente echter nog steeds eigenaar en bood delen van het gebouw ter verhuur aan; de bibliotheek was in 2017 verhuisd.
Januari 2020 opende een restaurant met de naam Gerrit (als verwijzing naar Rietveld) zijn deuren. dit restaurant heeft op de begane grond gelegenheid voor een hapje en drankje, op de eerste verdieping bevinden zich diverse speelmogelijkheden als Jeu de Boulesbanen, sjoeltafels, dartborden, pingpong- en voetbaltafels. In mei zijn tijdens de coronasluiting van het restaurant de restauratiewerkzaamheden begonnen. Hierin werden de buitenmuren ontdaan van algen, de raampartij werd compleet vervangen aangezien dit nog enkele beglazing was, de theaterzaal werd compleet gerenoveerd en er werd een nieuwe lichtkoepel op het dak gezet.
Het restaurant is met ingang van 15 juni 2024 gesloten.